# Lechea

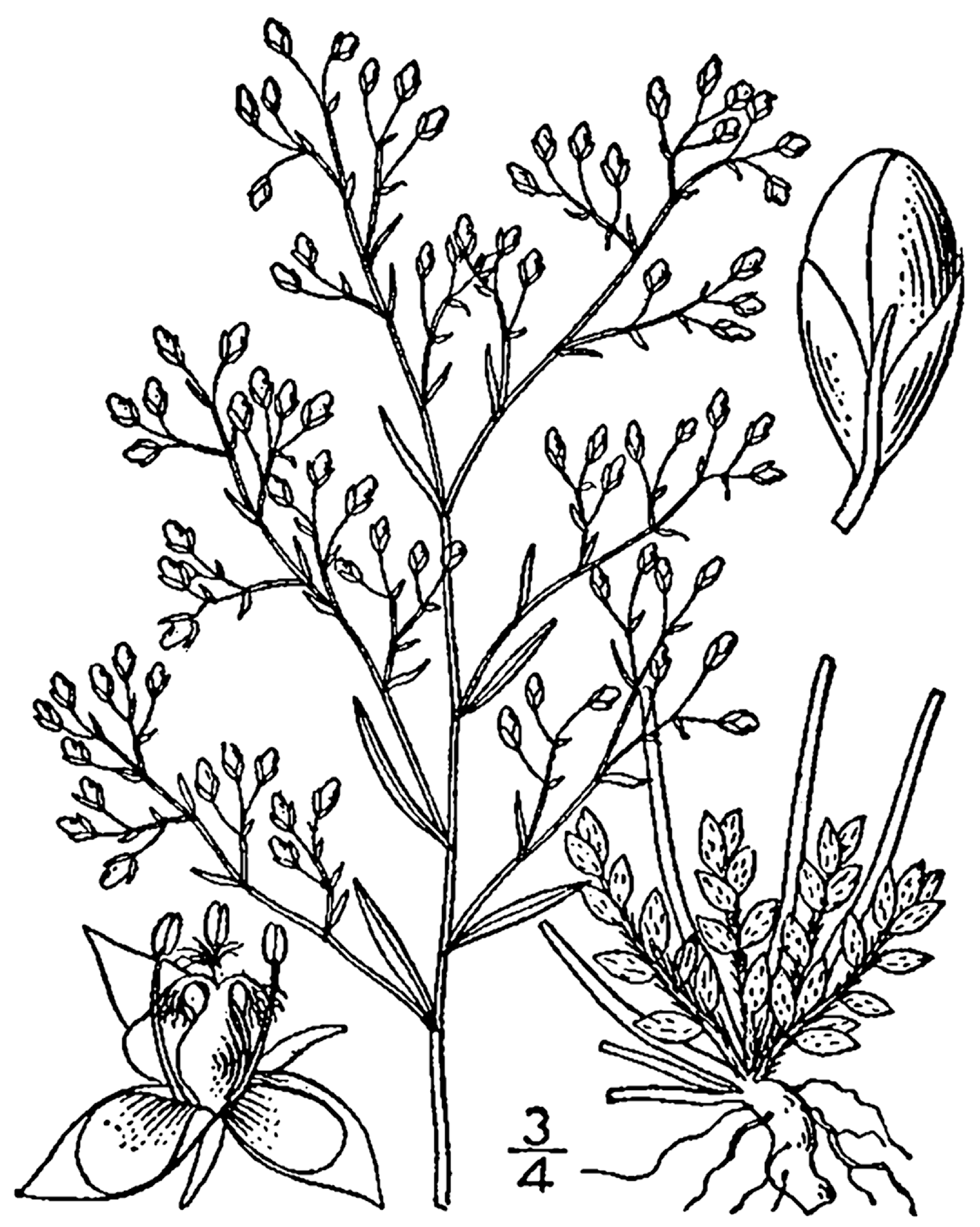
Illustration von Lechea racemulosa

Lechea ist eine Pflanzengattung innerhalb der Familie der Zistrosengewächse (Cistaceae).
Die Arten sind mit Ausnahme einer in Texas beheimateten Art im östlichen Nordamerika vom südlichen Kanada bis ins nördliche Mexiko verbreitet. Eine Art kommt auf Kuba vor.

## Beschreibung

### Vegetative Merkmale
Lechea-Arten wachsen als zweijährige oder meist ausdauernde immergrüne Zwergstauden und Halbsträucher mit Pfahlwurzeln bis zu einer Höhe von meist 30 cm. Die meisten Arten sind langsam wachsende Stauden mit schmalen wechsel- bis gegenständigen Blättern und kleinen unscheinbaren Blüten, die Nadelköpfen ähneln. Die kleinen, schmalen, gestielten bis sitzenden, stumpfen bis spitzen Laubblätter sind behaart bis kahl.

### Generative Merkmale
Die Blüten erscheinen in vielblütigen rispigen bis traubigen Blütenständen. Die kleinen, gestielten Blüten sind bei einem Durchmesser von etwa 1–2 mm, radiärsymmetrisch mit doppelter Blütenhülle. Es sind fünf ungleiche Kelchblätter vorhanden. Die drei kleineren Kronblätter sind rötlich bis kastanienbraun. Es sind einige Staubblätter vorhanden. Die fransig-federigen Narben der drei Fruchtblätter sind fast sitzend.
Die Blütezeit ist beispielsweise bei Lechea minor von Juli bis August. Es werden meist mehrsamige (bis 6) Kapselfrüchte gebildet.

## Standorte
Ihre Lebensräume sind sonnige, offene Standorte mit nährstoffarmen, trockenen, sandigen Böden in Präriegebieten, auf Dünen, in Trockenwäldern, an Fluss- und Seeufern oder auf trocken-sandigen Ruderalstellen. Lechea-Arten zählen zu den Pyrophyten.

## Systematik
Die Gattung Lechea L. wurde 1753 durch Carl von Linné in Species Plantarum Band 1, Seite 90 erstveröffentlicht. In Genera Plantarum (1754) das zum Protolog der in Species Plantarum neuveröffentlichten Gattungen gehört und deren Diagnosen enthält, wurde die Autorschaft Pehr Kalm zugeschrieben. Als Lektotypus wurde Lechea minor L. von Britton & Brown 1913, Band 2, Seite 542 festgelegt und 1929 durch Albert Spear Hitchcock in Proposals by British Botanists, Seite 122 bestätigt. Synonyme von Lechea sind Gaura Lam., Horanthes Raf. und Lechidium Spach.
Die Autoren Beatriz Guzmán und Pablo Vargas gehen in ihren Forschungsergebnissen von 2009 von fünf Hauptsträngen der Zistrosengewächse aus und gruppieren die neuweltliche Gattung Lechea zwischen dem ersten Abspaltungszweig der Gattung Fumana und dem dritten Zweig der sogenannte Helianthemum-Klade (welche die altweltliche Helianthemum-Gruppe und die ebenfalls neuweltliche Gruppe der beiden Gattungen Crocanthemum und Hudsonia umfasst) ein.

## Etymologie
Der Gattungsname Lechea ehrt den schwedischen Botaniker, Arzt, Professor für Medizin und Meteorologen in Turku Johan Leche (1704–1764) benannt. Leche gilt als Begründer der finnischen Wetterkunde und unternahm mit Anders Celsius schon sehr frühe Temperaturmessungen zur Erforschung des Polarlichtes. Leche schrieb die „Flora Fennica“ , ein Werk über in Finnland vorkommende Pflanzen, das allerdings als Manuskript 1827 im großen Brand von Turku 1827 zerstört wurde. Leche beschäftigte sich intensiv mit der Dendrochronologie und war auch an der Gestaltung des neuen Botanischen Gartens in Turku beteiligt.
Der englische Trivialnamen Pinweed bzw. Pin-weed (in etwa übersetzt mit Nadelkraut bzw. Nadel-Unkraut) bezieht sich auf die etwa 1-2 mm großen Blüten, die Stecknadelköpfen ähneln. Allerdings wird die Bezeichnung „Pinweed“ wird auch bei Erodium cicutarium (Geraniaceae) verwendet und ist somit nicht eindeutig.

## Arten
Es gibt mindestens 16 Arten:
- Lechea cernua Small: Florida ; wird im Englischen als „Nodding Pinweed“ oder „Scrub Pinweed“ bezeichnet.
- Lechea cubensis Legg.: Kuba ;
- Lechea deckertii Small (Syn.: Lechea myriophylla Small): Florida und Georgia ; wird im Englischen als „Deckert´s Pinweed“ bezeichnet[12], benannt nach dem US-amerikanischen Naturforscher und Illustrator naturgeschichtlicher Sujets Richard Frederick Deckert (1878-1971), Deckert war deutscher Herkunft.[13]
- Lechea divaricata Shuttlew. ex Britton: Florida ; wird im Englischen als „Dry-sand Pinweed“ oder „Spreading Pinweed“ bezeichnet.[14]
- Lechea intermedia Legg. ex Britton: Mittleres bis südliches Kanada und nördliche USA; wird im Englischen als „Round-fruited Pinweed“ oder „Large-podded Pinweed“ bezeichnet[7][15]; mit 4 Varietäten: Lechea intermedia var. intermedia, Lechea intermedia var. depauperata Hodgdon, Lechea intermedia var. laurentiana Hodgdon und  Lechea intermedia var. juniperina B.L.Rob.. Letztere Varietät wird im Englischen nach ihrer Herkunft auch als „Maine-Pinweed“ bezeichnet.
- Lechea lakelae Wilbur: Florida; wird im Englischen als „Lakela´s Pinweed“ bezeichnet; benannt nach der finnisch-amerikanischen Botanikerin Olga Korhoven Lakela (1890–1980).[16]
- Lechea maritima Legg. ex Britton (Syn.: Lechea thymifolia Pursh): Nord- bis mittelöstliche USA; mit 3 Varietäten: Lechea maritima var. maritima, Lechea maritima var. subcylindrica Hodgdon und Lechea maritima var. virginica Hodgdon. Wird im Englischen als „Beach Pinweed“ bezeichnet.[17]
- Lechea mensalis Hodgdon: New Mexico, Texas, nordöstliches Mexiko ; wird im Englischen als „Mountain Pinweed“ bezeichnet.[18]
- Lechea minor L. (Syn.: Lechea thymifolia Michx., Lechea brevifolia Raf., Lechea laxiflora Raf. ): Südliche bis östliche USA; wird im Englischen als „Thyme-leaved Pinweed“ oder „Thymeleaf Pinweed“ bezeichnet.[19]
- Lechea mucronata Raf. (Syn.: Lechea villosa Elliott): Südliche bis östliche und zentrale USA und nordöstliches Mexiko bis nach Kanada, Ontario; wird im Englischen als „Large Pinweed“ oder „Hairy Pinweed“ bezeichnet.[20][7]
- Lechea pulchella Raf. (Syn.: Lechea leggettii Britton & Hollick): Südliche bis östliche USA und Ontario; mit 2 Varietäten: Lechea pulchella var. moniliformis und Lechea pulchella var. pulchella: wird im Englischen als „Leggett´s Pinweed“ (William Henry Leggett (1816–1882) US-amerikanischer Botaniker) bezeichnet.[21]
- Lechea racemulosa Michx.: Zentrale bis östliche USA; wird im Englischen als „Virginia Pinweed“,„Illinois Pinweed“,„Oblong-fruit Pinweed“ ,„Oblongfruited Pinweed“, oder „Racenose Pinweed“ bezeichnet.[22]
- Lechea san-sabeana (Buckley) Hodgdon: Texas; wird im Englischen als „San Saba Pinweed“ bezeichnet, benannt nach der texanischen Stadt San Saba.
- Lechea sessiliflora Raf. (Syn.: Lechea prismatica Small, Lechea exserta Small): Südöstliche USA; wird im Englischen als „Pineland Pinweed“ bezeichnet.[23]
- Lechea stricta Legg. ex Britton: Ontario, Illinois, Iowa, Michigan, Minnesota, Nebraska, North Dakota, Wisconsin ; wird im Englischen als „Bushy Pinweed“,„Erect Pinweed“ oder „Prairie Pinweed“ bezeichnet.[24]
- Lechea tenuifolia Michx. (Syn.: Lechea juncifolia Walter, Lechea verna Raf., Lechea virgata Raf.): Südliche, zentrale bis östliche USA ohne Florida; wird im Englischen als „Narrow-leaved Pinweed“ oder „Narrowleaf Pinweed“ bezeichnet.[25]
- Lechea torreyi (Chapm.) Legg. ex Britton (Syn.:Lechea cinerea Raf. Lechea racemulosa Hook.): Südöstliche USA; wird im Englischen als „Piedmont Pinweed“ bezeichnet; benannt nach dem US-amerikanischen Botaniker und Chemiker John Torrey (1796–1873).[26] mit 2 Varietäten: Lechea torreyi var. torreyi  und  Lechea torreyi var. congesta Hodgdon ex D.E.Lemke
- Lechea tripetala (Moc.& Sessé ex Dunal) Britton (Syn.: Lechea depressa M.E.Jones): Mexiko bis Honduras ; wird im Englischen als „Threepetal Pinweed“ bezeichnet.[27]

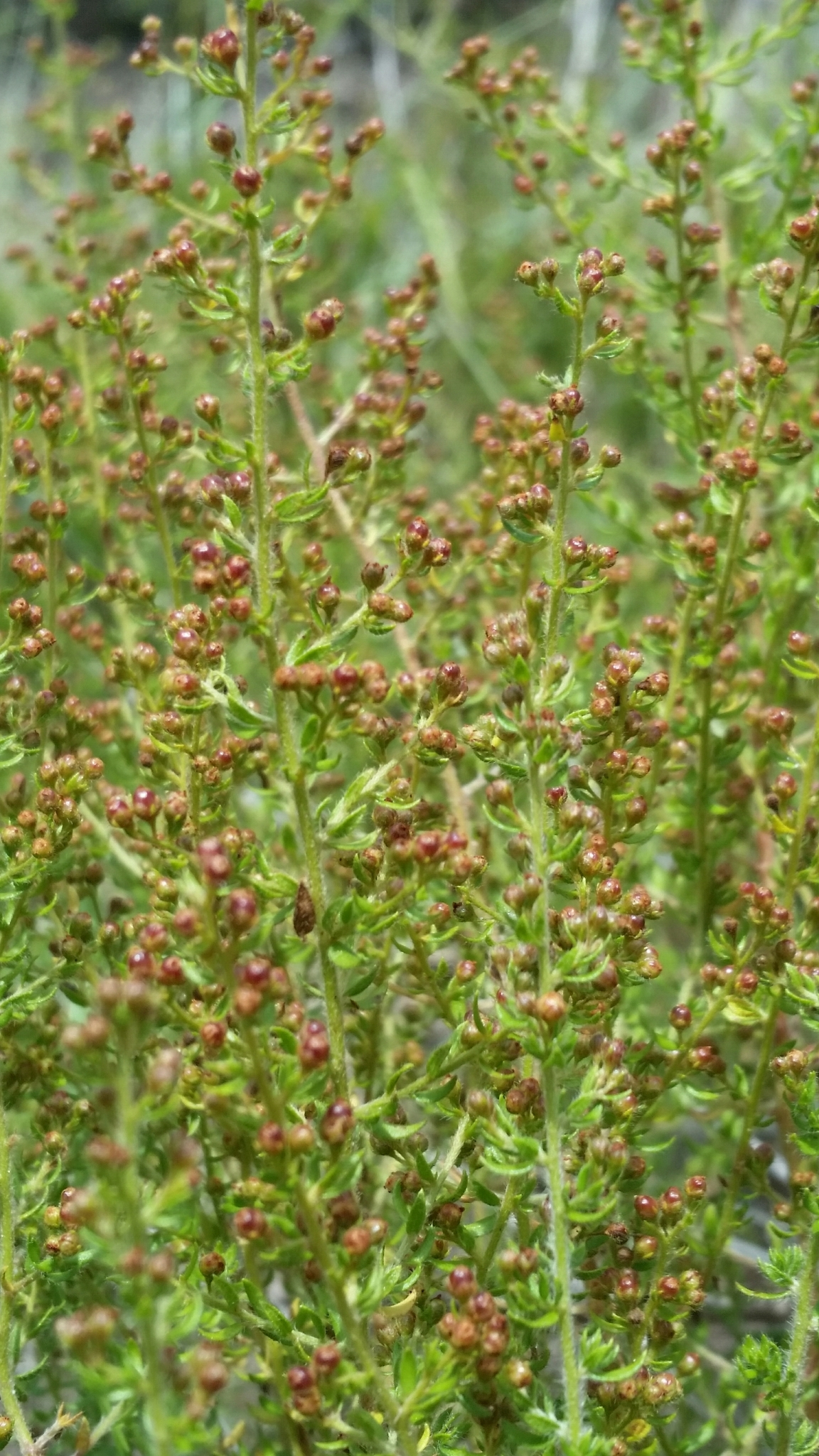
Lechea divaricata
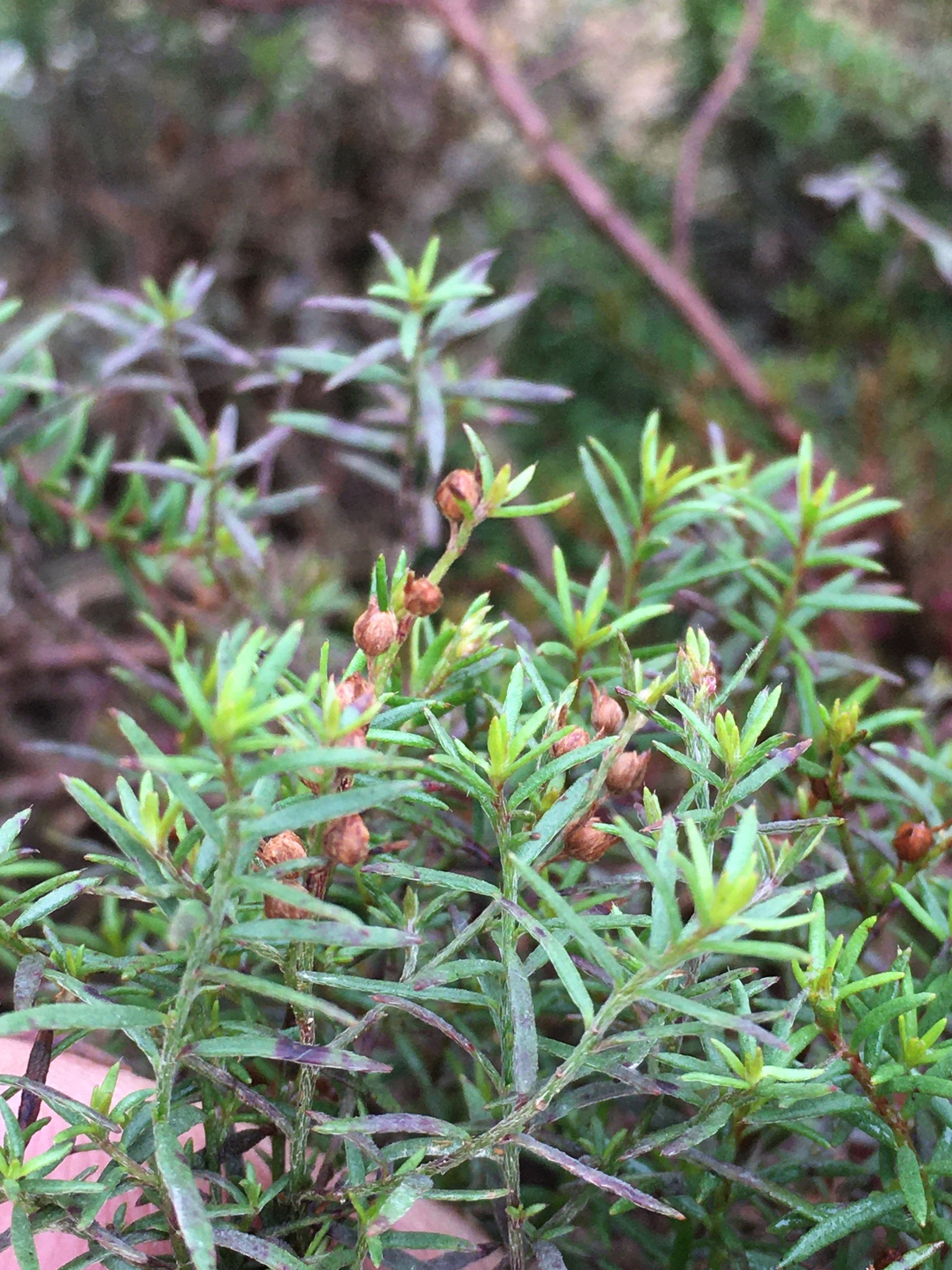
Lechea tenuifolia
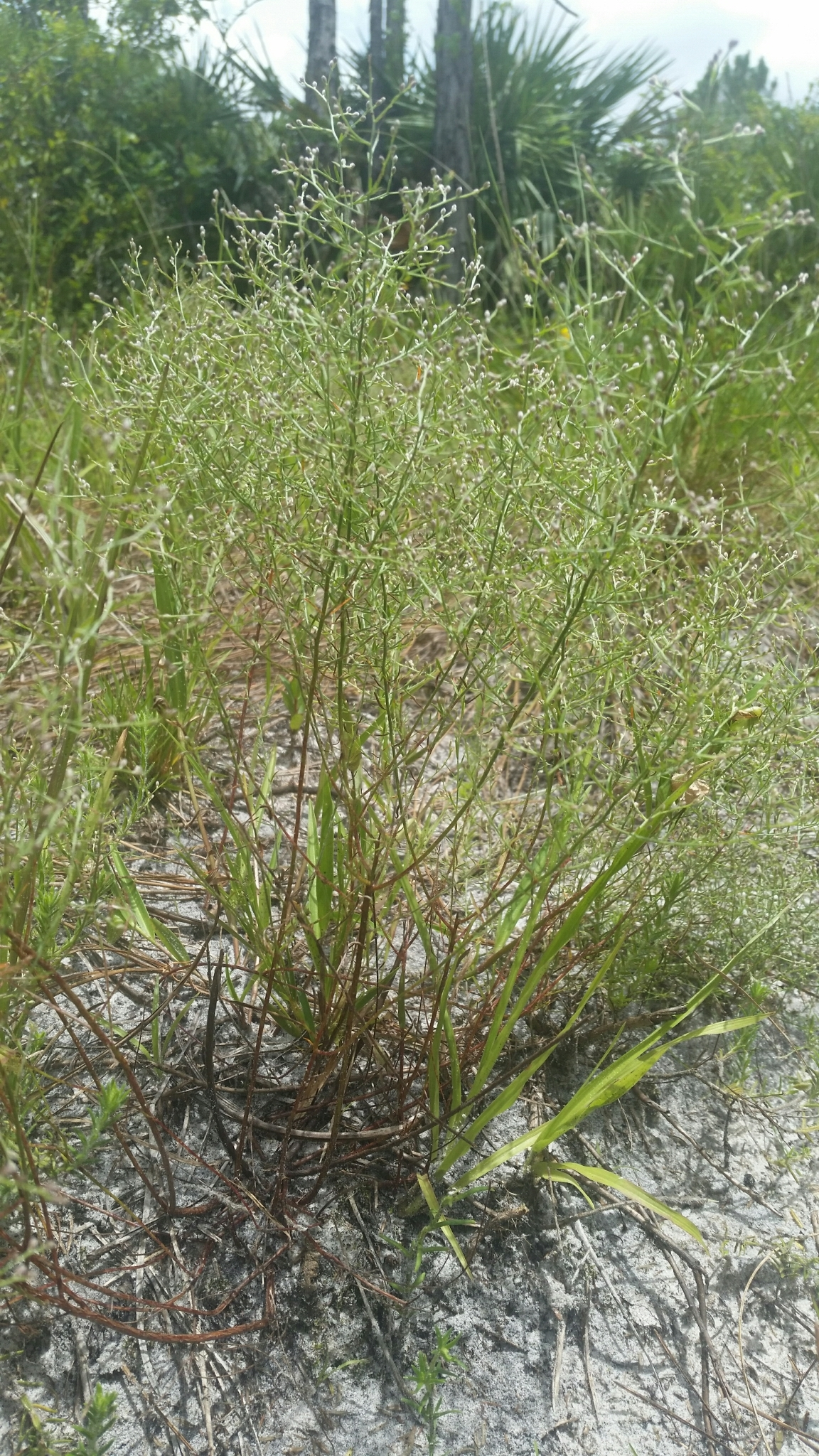
Lechea torreyi
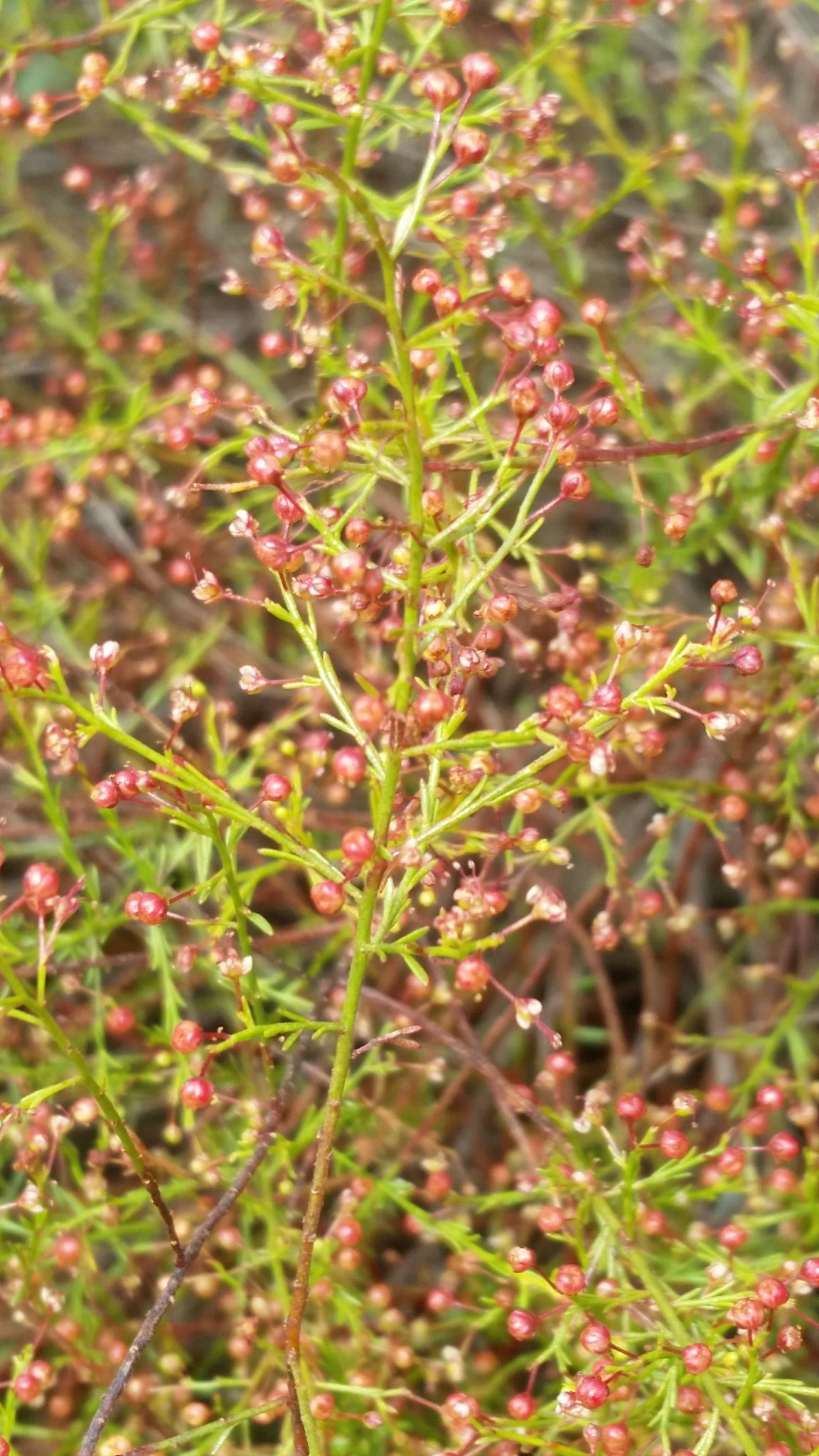
Lechea deckertii
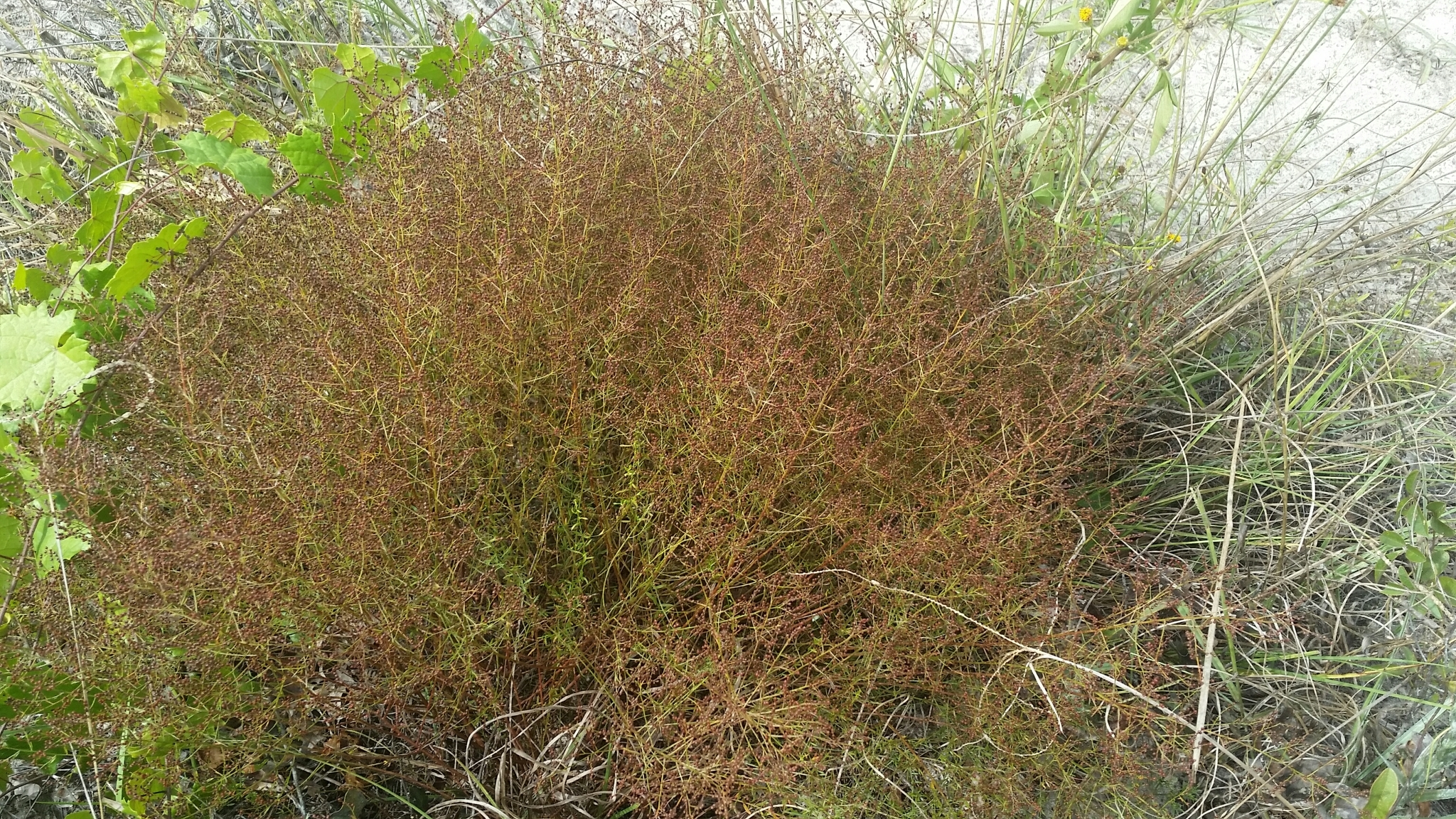
Lechea sessiliflora
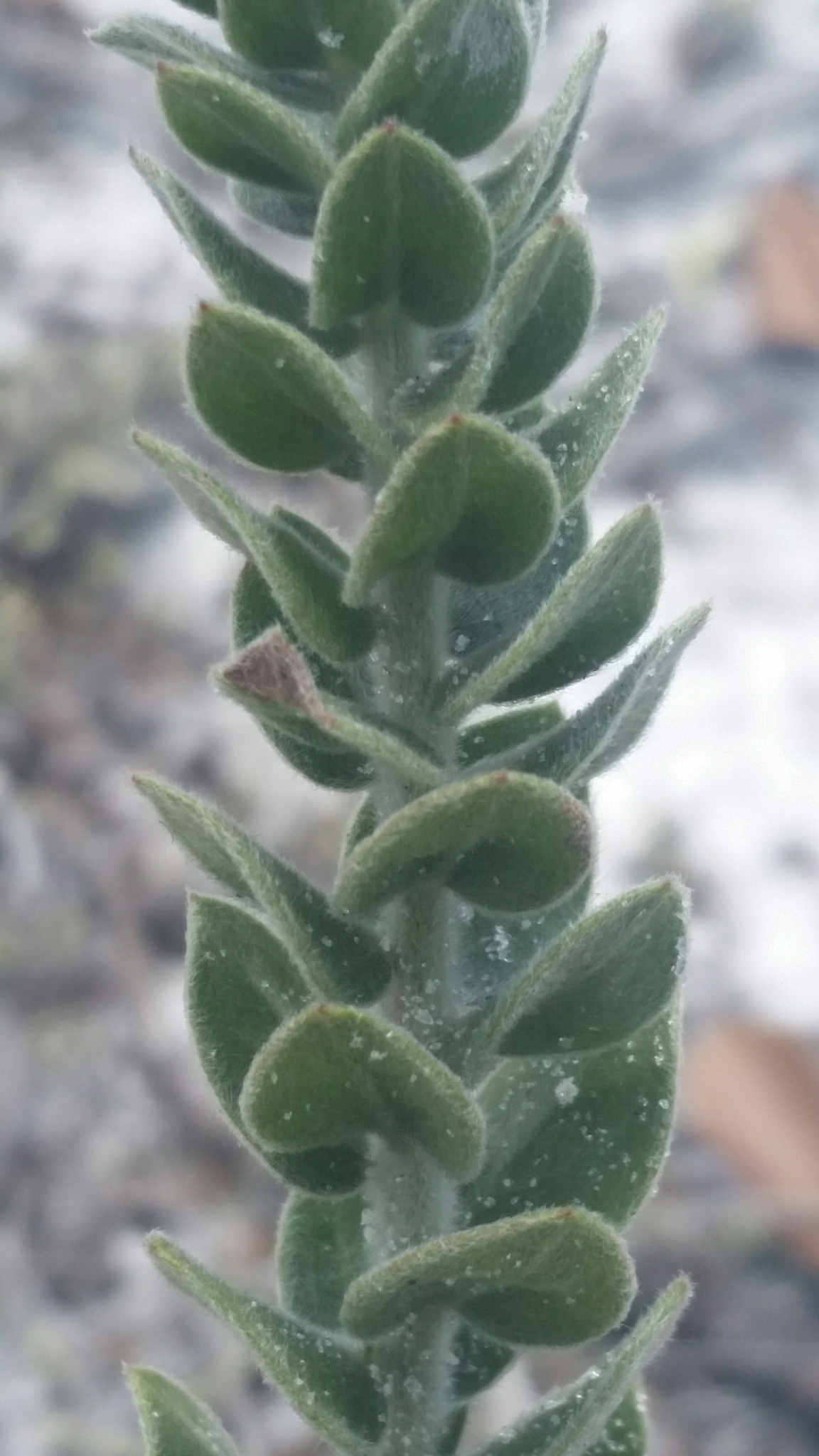
Lechea cernua